# Delta Force (série de films)
Pour les articles homonymes, voir Delta Force et Delta Force (homonymie).
Exploitant l'image de la Delta Force, la saga Delta Force comprend 3 films d'actions produits par Cannon Group :
- Delta Force (1986)
- Delta Force 2: The Colombian Connection (1990)
- Delta Force 3 (1991)

Les deux premiers ont pour acteur principal Chuck Norris et le dernier Nick Cassavetes.